# Jorés Medvédev
Jorés Medvédev (rus: Жорес Александрович Медведев)  (Tbilisi, 14 de novembre de 1925 - Londres, 15 de novembre de 2018) va ser un biòleg i dissident polític soviètic. Fou germà bessó de l'historiador i també dissident Roi Medvédev. Els seus pares li posaren aquest nom en honor de Jean Jaurès.
Medvédev posava en dubte les tesis biològiques en voga a l'URSS sota la presidència de Bréjnev, sobretot el lissenkoisme, i fou acusat de contribuir a violar la realitat científica en profit del suport a una ideologia estalinista. El règim de Bréjnev decidí el seu internament en un hospital psiquiàtric desp´res d'haver-lo acusat de demència. El 29 de maig de 1970 Medvédev fou ingressat a l'hospital psiquiàtric de Kaluga oficialment per haver escrit alguns articles sobre les violacions dels drets de l'home a l'URSS, entre els quals alguns relatius a la protecció del caràcter privat de la correspondència. En els articles, Medvédev afirmava que els col·laboradors del KGB podien obrir qualsevol carta de qualsevol ciutadà de l'URSS.
L'any 1980 revelà l'accident nuclear de Kixtim, prop de Txeliàbinsk, que tingué lloc el setembre de 1957, una de les més greus de la història.
Morí el 15 de novembre de 2018 a Londres, un dia després del seu 93è aniversari, amb la seva família al costat.